# Alan Albert Watson
Alan Albert Watson (* 20. Februar 1929; † 17. November 2001) war ein Rechtsmediziner und von 1985 bis 1992 der achte Regius Professor of Forensic Medicine an der University of Glasgow.

## Leben
Watson wuchs in der Nähe von Reading in einer Familie von gläubigen Baptisten auf. Während seiner eher wissenschaftlich geprägten Schulzeit lernte er auch Griechisch und Latein und konnte die Zugangsexamen für das Medizinstudium absolvieren. Er machte seinen Abschluss am St. Mary’s College im Juni 1954. Ab 1954 praktizierte er Medizin in verschiedenen Funktionen im Vereinigten Königreich beginnend mit dem Royal Berkshire Hospital in Reading über das Newbury District Hospital und das Newton Abbott Hospital, wo er bis zum Juni 1957 arbeitete. Ab diesem Zeitpunkt bis zum Februar 1958 spezialisierte er sich in Antwerpen auf Tropenmedizin, um sich auf eine Anstellung in einem Missionskrankenhaus vorzubereiten. Ab 1958 arbeitete er als Oberarzt im Baptist-Missionary-Society-Hospital in Ntando, im damaligen Belgisch Kongo. In den Unruhen von 1960 wurden er und seine Frau Jean evakuiert.
Zurück in Großbritannien arbeitete er als Pathologe am Royal Berkshire und wechselte anschließend als Dozent für gynäkologische Pathologie ans King’s College Hospital in Glasgow. Nach einer kurzen Zeit an der Falkirk Royal Infirmary kehrte Watson zurück nach Afrika, wo er in Nigeria praktizieren wollte. Der ausbrechende Bürgerkrieg kürzte diesen Aufenthalt ab. Diesmal wurde Watson und seine Familie durch einen der Aufständischen gerettet, einem seiner ehemaligen Patienten.
Zurück in Großbritannien übernahm Watson eine Stelle als assistierender Pathologe an der University of Cambridge und wurde stellvertretender Leiter der medizinischen Studien am Queens’ College. 1971 kehrte er als Senior Lecturer für forensische Medizin zurück nach Glasgow. Er regte histologische Untersuchungen zur Unterstützung seiner Kollegen von der Forensik an. Als William Arthur Harland 1985 überraschend starb, wurde Watson als sein Nachfolger berufen, der erste Engländer in diesem Amt.
Watson formte die Abteilung neu und setzte die Vorschläge des McCluskey-Bowen-Reports für die Forensik in Westschottland um, die schon sein Vorgänger in Angriff genommen hatte. Unter seiner Führung wurde die forensische Abteilung in Glasgow zur größten ihrer Art in Schottland. Ende 1987 zog die Abteilung aus den veralteten Gebäuden im University Garden in die neu gebauten Räumlichkeiten im Joseph-Black-Gebäude wo sie seither residiert.
Als Dozent präsentierte Watson seine gut geplanten Vorlesungen in klar strukturierten Lektionen. Bei den Studenten war er beliebt und wurde gern als Redner für ihre Veranstaltungen eingeladen. Er trug regelmäßig zu Kursen des Scottish Police Training College bei und führte für Praktiker der Forensik Lehrgänge ein, die bis heute weitergeführt werden.
Watson war eine Kapazität in der Erforschung und Diagnose von Gebärmuttererkrankungen. 1965 erlangte er ein Diplom in forensischer Medizin und er veröffentlichte Lehrbücher für Juristen mit dem Thema forensischer Medizin und Zahnbehandlungen. Von 1982 bis 1993 war er Friedensrichter in Glasgow. Später übernahm er Friedensrichterpositionen in Kilmarnock und im Loudoun District.
Und neben seiner beruflichen Anspannung fand Watson noch Zeit, seine Sprachfähigkeiten zu verbessern. So sprach er fließend Französisch, Flämisch, Gälisch und die afrikanischen Sprachen, mit denen er in Kontakt gekommen war. Als einer der neuen Techniker hörbehindert war, erlernte Watson die Gebärdensprache.
Watson lebte ein zutiefst religiöses Leben mit täglichen Besuchen der Messen in der Universitätskapelle und als Laienprediger. Für sein lebenslanges Engagement in der Religionsgemeinschaft der Baptisten verlieh ihm die University of Glasgow 1992 einen Bachelor of Divinity. Seine kirchlichen Aufgaben führte Watson auch nach seiner Emeritierung weiter und übernahm Sendungen im schottischen Radiosender West Sound.
Alan Albert Watson starb am 17. November 2001.

## Ehrungen
Watson war Fellow des Royal College of Pathologists, Fellow des Royal College of Physicians of Edinburgh und Fellow der Königlich-belgischen Akademie der Medizin.

## Schriften
- 1973: Death by Cursing – A Problem for Forensic Psychiatry; Vortrag zum Treffen der British Association in Forensic Medicine, 25. November 1972; in Medicine, Science, And The Law, Juli 1973
- 1975: Legal Aspects of Dental Practice (dt. Rechtliche Aspekte der Zahnarztpraxis)
- 1984: Lecture Notes on Forensic Medicine (mit D. J. Gee), 4. Aufl. ISBN 0-632-01199-8
- 1989: Forensic medicine. A Handbook for Professionals